# Rudy Paige
Pour les articles homonymes, voir Paige.
Pas d'image ? Cliquez ici

a Compétitions nationales et continentales officielles uniquement.

b Matchs officiels uniquement.
Dernière mise à jour le 3 janvier 2023.
Rudy Paige, né le 2 août 1989 à Heidelberg (Afrique du Sud), est un joueur international sud-africain de rugby à XV évoluant au poste de demi de mêlée.

## Carrière

### En club
Rudy Paige commence sa carrière professionnelle en 2010 avec la province des Golden Lions en Vodacom Cup, puis, l'année suivante, il fait également ses débuts en Currie Cup avec cette même équipe.
En 2012, il rejoint la province des Blue Bulls.
L'année suivante, il est sélectionné pour évoluer avec la franchise des Bulls en Super Rugby. Avec cette franchise, il se partage d'abord le poste de demi de mêlée avec Francois Hougaard, avant de devenir pleinement titulaire du poste après son départ en 2015.
En 2018, le nouvel entraîneur des Bulls, John Mitchell, ne le retient pas dans l'effectif des Blues pour la saison de Super Rugby à venir. En mars de cette même année, il est libéré de son contrat pour rejoindre les Cheetahs en Pro14, sur la base d'un contrat court de trois mois,. Il prolonge ensuite son contrat, et dispute la saison 2018-2019 avec cette équipe.
Entre juillet et octobre 2019, il fait un passage à l'ASM Clermont en Top 14, en qualité de joker Coupe du monde. Il joue cinq rencontres avec le club auvergnat, dont une seule  titularisation.
En 2020, il rejoint la franchise japonaise des Sunwolves, pour la dernière saison de l'équipe en Super Rugby, et dispute cinq matchs,.
En 2021, il rejoint le RC Vannes en Pro D2. Non-conservé au bout d'une saison, il rentre par la suite vivre en Afrique en Sud,.

### En équipe nationale
Rudy Paige a joué avec l'équipe d'Afrique du Sud des moins de 20 ans dans le cadre du championnat du monde junior 2009.
Il a été sélectionné pour la première fois avec les Springboks en novembre 2014. Il n'est cependant pas utilisé lors de cette tournée d’automne, ni durant le Rugby Championship 2015, bien qu'il soir présent dans le groupe sud-africain.
Il est cependant choisi par Heyneke Meyer pour participer à la coupe du monde 2015 en Angleterre. Cette décision fait un grand débat dans son pays, car il est sélectionné malgré un grand manque d'expérience internationale et au détriment de joueurs plus expérimentés comme Cobus Reinach ou Francois Hougaard, pour une raison de quota de joueurs de couleurs dans l'équipe,. 
Il obtient sa première cape internationale pendant cette coupe du monde, le 7 octobre 2015 à l’occasion du match contre l'équipe des États-Unis à Londres. Il ne dispute que deux matchs de cette compétition, en tant que remplaçant, car il est barré par la présence dans le groupe de Fourie du Preez et de Ruan Pienaar.

## Palmarès

### En club
Néant

## Statistiques
Au 3 mai 2018, Rudy Paige compte treize capes en équipe d'Afrique du Sud, dont trois en tant que titulaire, depuis le 7 octobre 2015 contre l'équipe des États-Unis à Londres.
Il participe à deux édition du Rugby Championship, en 2016 et 2017. Il dispute cinq rencontres dans cette compétition.